# Alfred Andersch
Alfred Andersch, född 4 februari 1914 i München, död 21 februari 1980 i Berzona, Schweiz, var en tysk författare.
Eftersom Andersch var medlem av det kommunistiska ungdomsförbundet fängslades han under ett halvår 1933 och placerades i koncentrationslägret Dachau. Som soldat i Italien, under andra världskriget, deserterade han 1944 till amerikanerna och startade som krigsfånge i USA tidskriften Der Ruf som blev starten på Gruppe 47. 1958 flyttade han till Schweiz och fick medborgarskap där 1972.